# Sancreed
Sancreed är en ort och civil parish i Storbritannien.   Den ligger i grevskapet Cornwall och riksdelen England, i den södra delen av landet, 400 km väster om huvudstaden London. Sancreed ligger 141 meter över havet och antalet invånare är 625.
Terrängen runt Sancreed är lite kuperad.  Närmaste större samhälle är Penzance, 5,3 km öster om Sancreed. Trakten runt Sancreed består i huvudsak av gräsmarker.